# Jaligny-sur-Besbre
Jaligny-sur-Besbre ist eine französische Gemeinde mit 556 Einwohnern (Stand 1. Januar 2022) in der Region Auvergne-Rhône-Alpes im Département Allier. Sie gehört zum Arrondissement Vichy und ist Hauptort des Kantons Moulins-2.

## Geografie
Die Gemeinde liegt an der Besbre, etwa 25 Kilometer südöstlich von Moulins und 35 Kilometer nordöstlich von Vichy.

## Geschichte
Auf dem Gebiet von Jaligny-sur-Besbre wurde im Jahr 67 ein römisches Militärlager gegründet.
Im Mittelalter war der Ort Sitz der Herren von Jaligny, die oft eine wichtige Rolle in der französischen Geschichte spielten.

### Bevölkerungsentwicklung
| Jahr                       | 1962 | 1968 | 1975 | 1982 | 1990 | 1999 | 2006 | 2016 | 2019 |
| Einwohner                  | 822  | 827  | 778  | 767  | 762  | 696  | 652  | 587  | 559  |
| Quellen: Cassini und INSEE |      |      |      |      |      |      |      |      |      |

## Sehenswürdigkeiten
- Kirche Saint-Hippolyte, romanisch (11. Jahrhundert; Chor), umgebaut im 15. Jahrhundert, restauriert; sehenswerte Kapitelle, in der Kuppel Gemälde des 18. Jahrhunderts; Turm aus dem 19. Jahrhundert; einige Statuen des 15. Jahrhunderts (z. B. Pietà)

Kirche Saint-Hippolyte
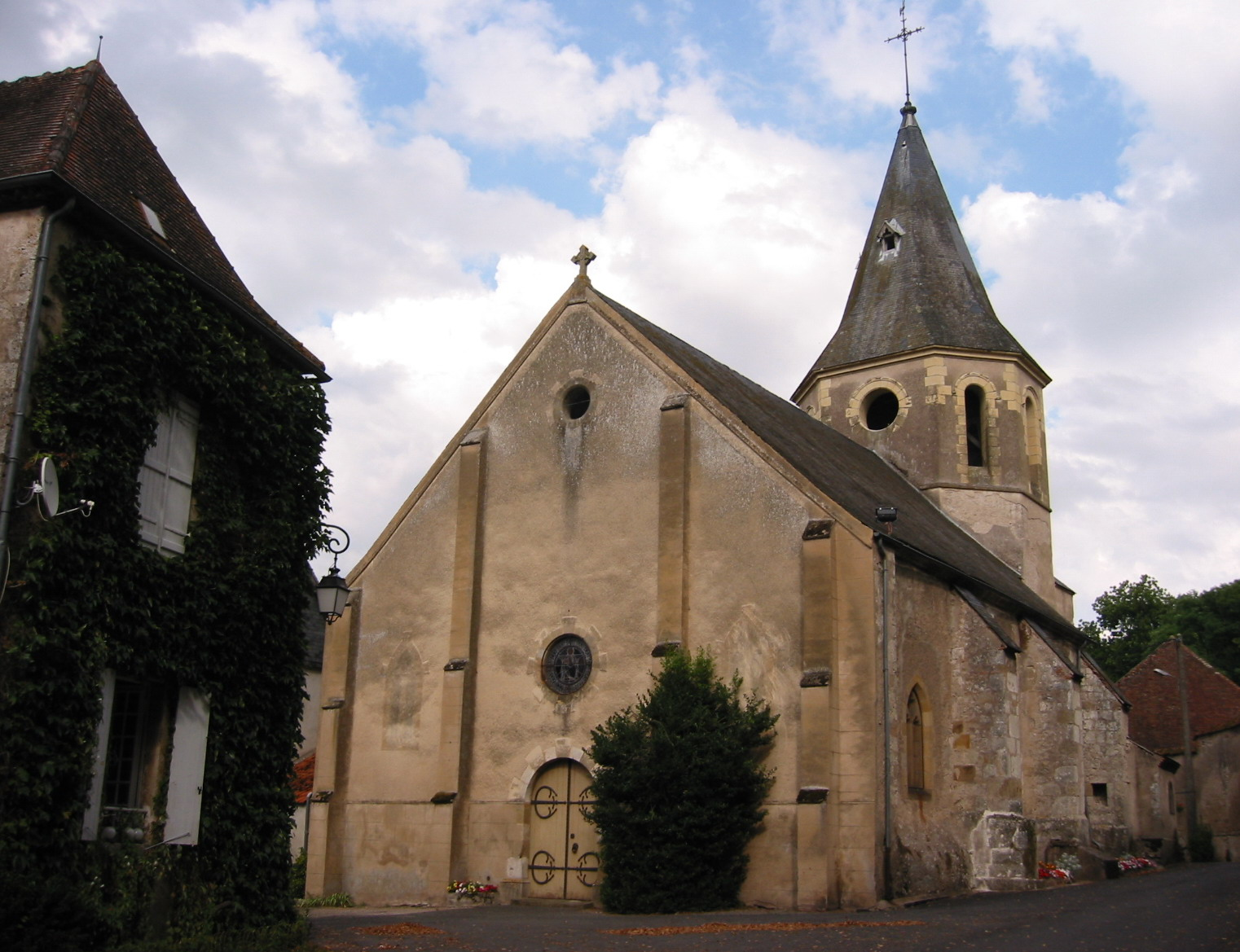
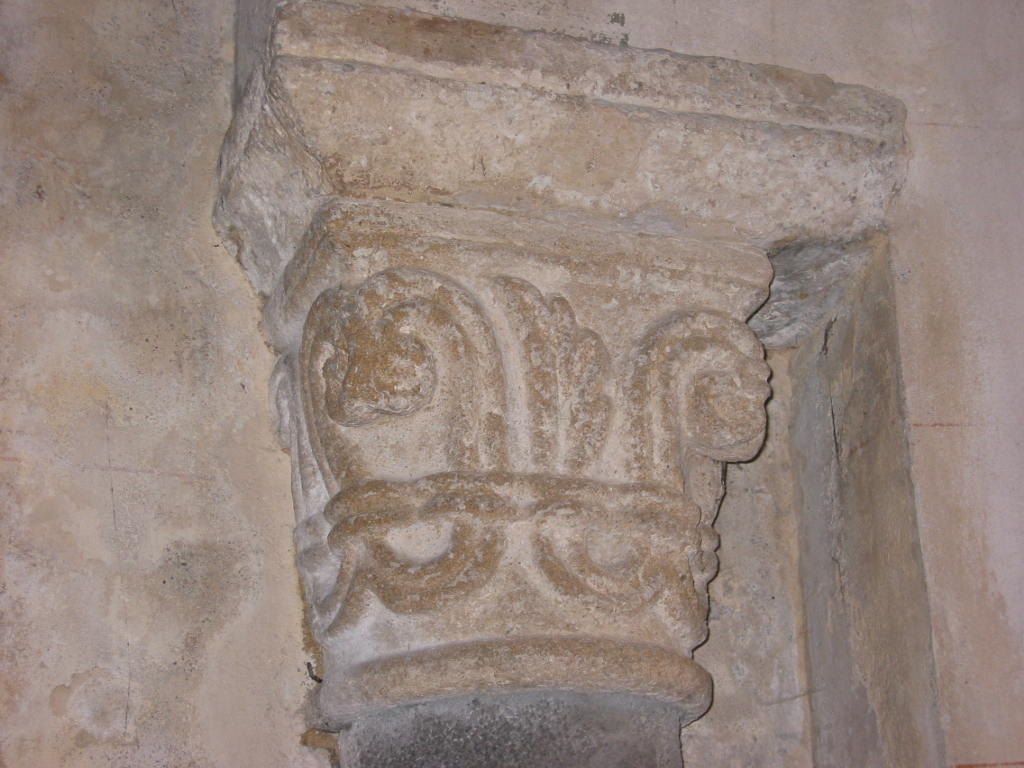
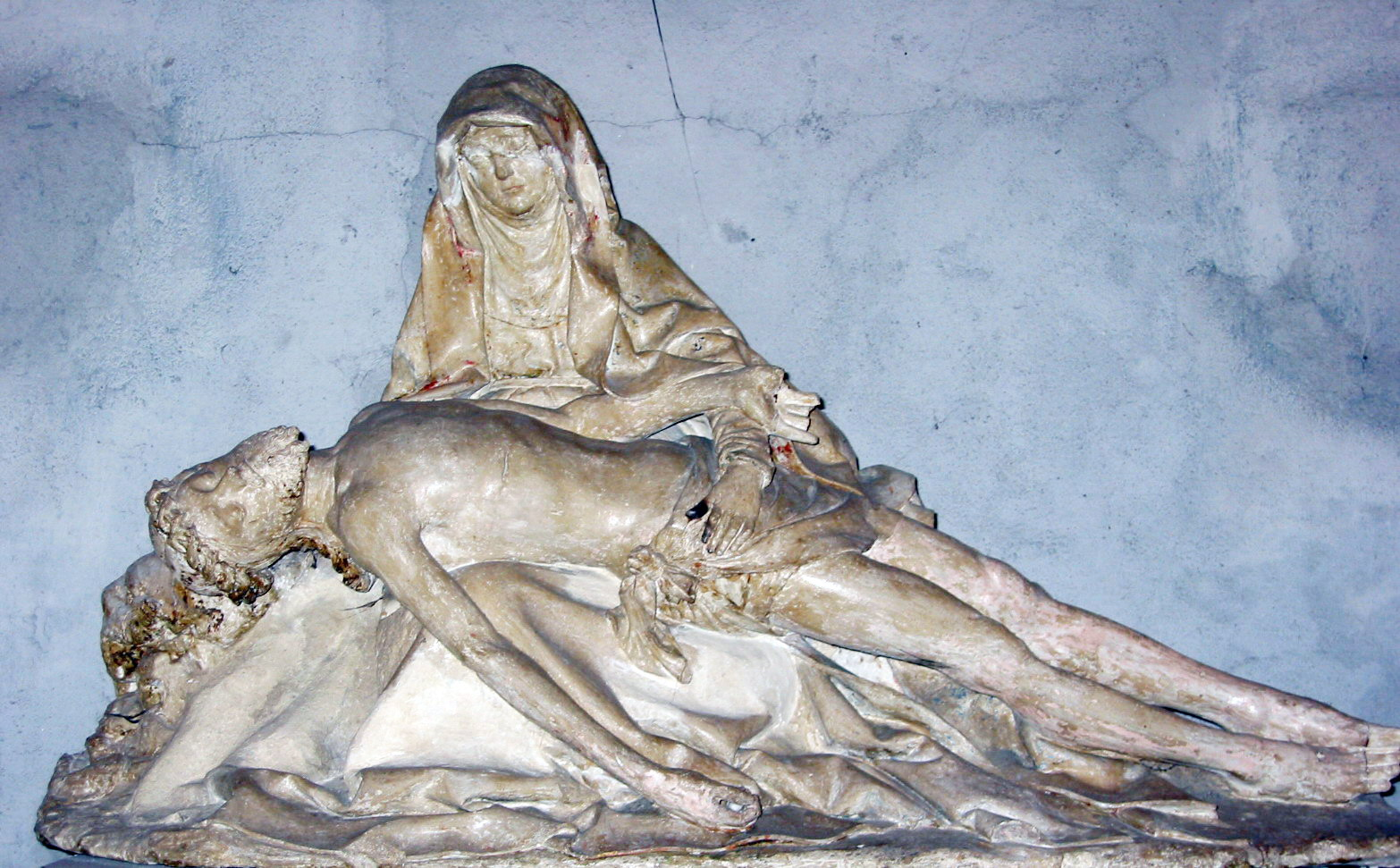

- Château (Schloss), Renaissance (15./16. Jahrhundert), Sitz der Herren von Jaligny, Monument historique[1]
- Reste von Befestigungsanlagen
- Ausstellung „René Fallet en Bourbonnais“
- Maison Aquarium (Besbre-Wassertiere, Videovorführung, Beobachtungsraum)

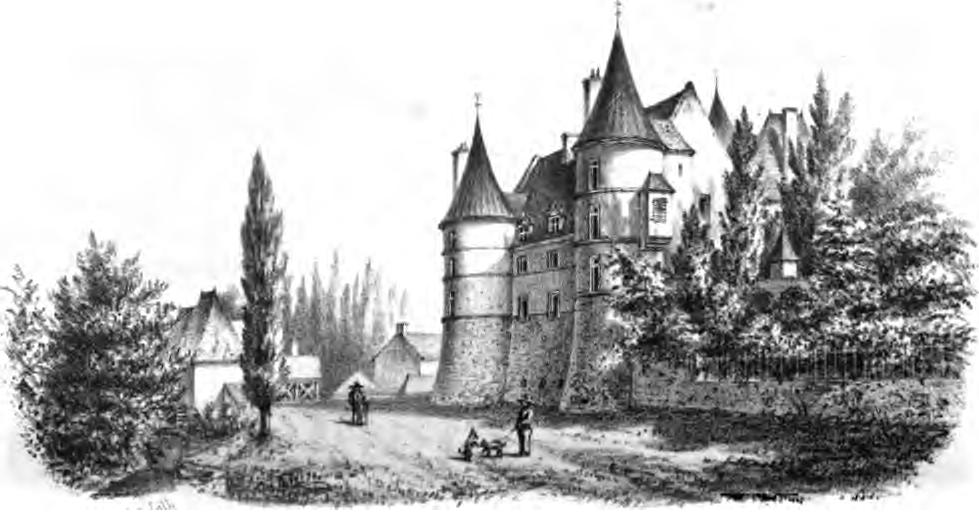
Schloss von Jaligny, Stich von Montillet, 1852
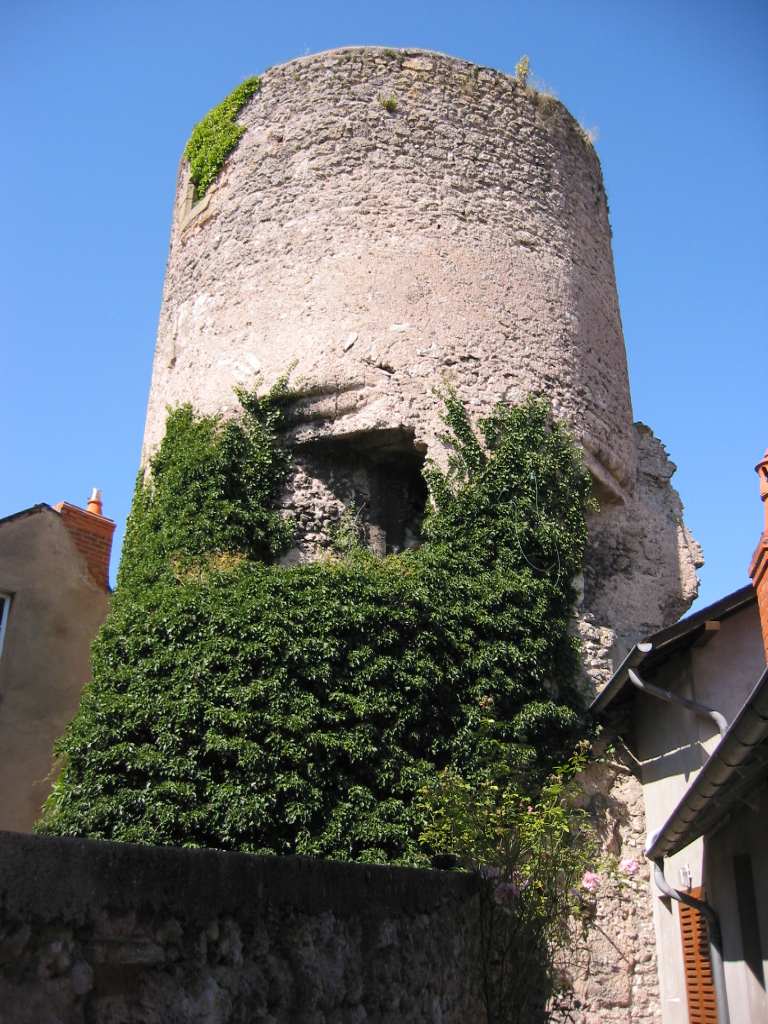
Turm der alten Stadtbefestigung
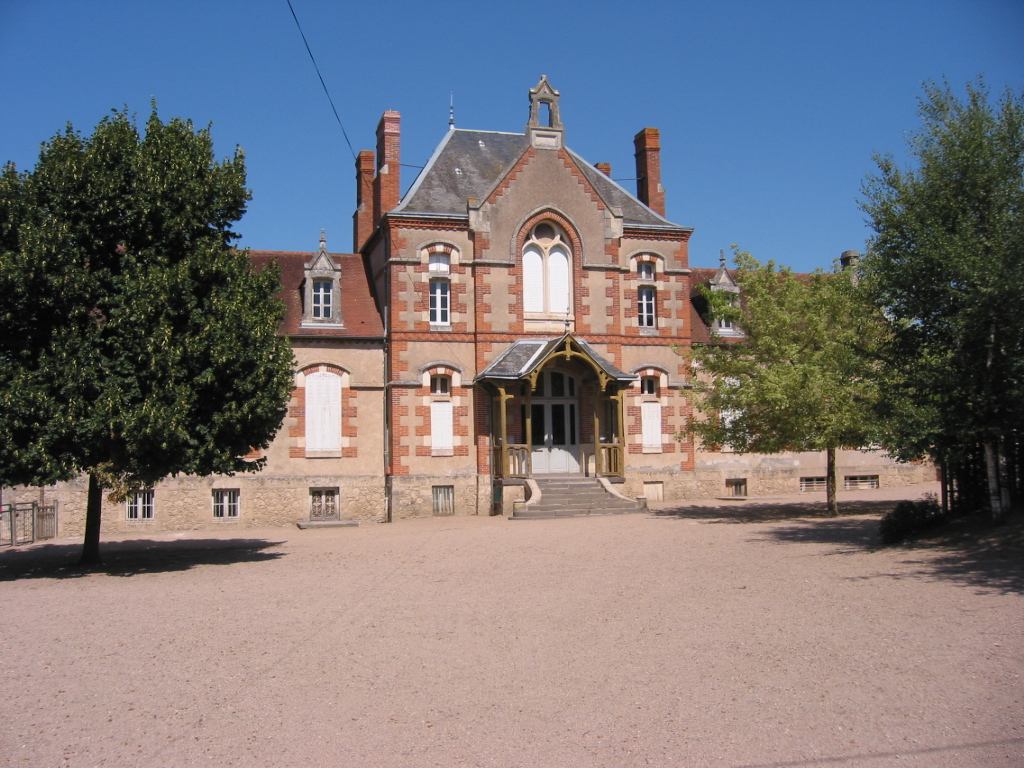
Grundschule

## Sonstiges
- Die Gemeinde liegt an der „Via Podiensis“, eine der schon im 12. Jahrhundert beschriebenen vier Strecken des Jakobsweges zum spanischen Pilgerort Santiago de Compostela.
- Der „Ehrentruthahn“ der Gemeinde, den sie anlässlich ihres großen Truthahn- und Gänsemarktes (jeweils 14.–18. Dezember) an die „Persönlichkeit des Jahres“ vergibt, wurde 1971 Bundeskanzler Willy Brandt zuerkannt.
- Im Ort wurde 1981 der Film „Louis und seine außerirdischen Kohlköpfe“ mit Louis de Funès als Hauptdarsteller gedreht.
- Eine Sommergeschichte ist ein französischer Film von Daniel Vigne, 1989 unter dem Originaltitel „Comédie d’été“ erschienen. Das Drehbuch für diese dramatische Komödie schrieb Colo Tavernier O’Hagan nach der Novelle von Eduard von Keyserlings „Am Südhang“. Im Unterschied zu der literarischen Vorlage platziert der Regisseur das Geschehen nach Jaligny-sur-Besbre.

## Persönlichkeiten
- Guillaume de Jaligny, Autor von „Histoire de Charles VIII“, 1684 von Théodore Godefroy herausgegeben.